# Omegandra
Omegandra é um género monótipo de plantas com flores pertencentes à família Amaranthaceae. A sua única espécie é Omegandra kanisii.
A sua área de distribuição nativa é no norte da Austrália.